# Altstadt (Darmstadt)
Die Altstadt war ein altes Stadtviertel im Zentrum von Darmstadt. 

## Geschichte
Die Bezeichnung Altstadt taucht erstmals im frühen 19. Jahrhundert auf und bezeichnet den alten Stadtkern Darmstadts östlich des Schlosses und des Marktplatzes.
Der alte Stadtkern war seit dem 14. Jahrhundert von der Stadtmauer umgrenzt.
Seit dem Mittelalter wurde ausschließlich innerhalb der Stadtmauern gebaut.
Anfangs befanden sich noch viele Gärten und andere Freiflächen in der Altstadt.
Die Bebauung bestand zum größten Teil aus einfachen Holz- oder Fachwerkhäusern.
Steinbauten gab es in der Altstadt nur in geringer Zahl.
Der alte Stadtkern wurde seit dem späten 16. Jahrhundert mehrfach erweitert.
Um der wachsenden Stadtbevölkerung Platz zu schaffen, wurde zunächst die Alte Vorstadt und seit dem ausgehenden 17. Jahrhundert die Neue Vorstadt im Westen erbaut.
Danach erfolgte im 19. Jahrhundert, westlich der Neuen Vorstadt, der Bau der Mollerstadt. 
Ab dem Jahr 1860 wurde die alte Stadtbegrenzung auch im Osten und im Süden überwunden.
Die Stadterweiterung nach Plänen von Georg Moller stellte gleichzeitig den Anfang vom Ende der Altstadt dar.
Durch den Bau der Neuen Vorstadt und der Mollerstadt rückte das Zentrum Darmstadts an den neuen Luisenplatz.
Schon damals wurde die Darmstädter Altstadt als enges, winkliges und verbautes Sanierungsgebiet angesehen.
Im ersten Stadtführer von 1815 heißt es: „Die Altstadt hat keine freundliche Ansicht, sie ist nach alter Art angelegt; die Straßen sind eng und kein Haus zeichnet sich durch Architektonik aus.“ 
Bürger, die es sich finanziell leisten konnten, zogen in die neuen Stadtviertel.
Aus der noch im Jahr 1820 als gutbürgerlich gekennzeichneten Altstadt entwickelte sich mit zunehmender Verdichtung und Verwahrlosung ein Viertel des Prekariats.
Dies führte zur allmählichen Verelendung der Altstadt, in dem viele kinderreiche Familien auf engstem Raum wohnten.
Die wenigen Freiflächen und Höfe, die es noch gab, wurden allmählich vollständig überbaut.
Die Stadtverwaltung begann eine Sanierung der Altstadt durch Häuserabrisse und Straßendurchbrüche.
In den Jahren 1885/86 entstand durch den Abriss eines Blocks mit sechs Häusern die Insel.
Die Insel war in der Folge der bekannteste Platz in der Altstadt – und für viele Bürger der Inbegriff der Altstadt.
Im Jahr 1902 entstand durch Hausabbrüche an der Südostecke des Residenzschlosses der Schillerplatz.
In den Jahren 1904/05 wurde, nach weiteren Hausabbrüchen, mitten durch die Altstadt die Landgraf-Georg-Straße gebaut.
Die Landgraf-Georg-Straße war zusammen mit der alten Hauptgeschäftsstraße Große Ochsengasse die wichtigste Ost-West-Verbindung durch die Darmstädter Altstadt.
Den weiteren Verfall der Altstadt konnten diese Sanierungsmaßnahmen aber nicht aufhalten – 
im Prinzip hatte man die Darmstädter Altstadt damals schon aufgegeben.
Nach 1933 begann die Stadtverwaltung damit, frei werdende Häuser und Grundstücke aufzukaufen, um sie abzureißen und den Altstadtbereich grundlegend neu zu gestalten.
Im Jahr 1944 wurde die Darmstädter Altstadt bei einem alliierten Luftangriff fast vollständig zerstört.
Im Umfeld der Gaststätte Krone überstanden mehrere Altstadthäuser den britischen Luftangriff im Zweiten Weltkrieg. Bis auf das Gebäude der Krone wurden jedoch alle anderen erhaltenen Gebäude im Zuge der Errichtung des Cityringes abgerissen.

## Die Altstadt heute
Auf dem Areal der ehemaligen Darmstädter Altstadt befinden sich heute die Landgraf-Georg-Straße, Gebäude der Technischen Universität Darmstadt, das Justus-Liebig-Haus mit dem modernen Anbau für die Stadtbibliothek Darmstadt, Geschäftshäuser und Wohnbebauung.
Der geschlossene Charakter des ehemaligen Altstadtareals ist heute kaum noch zu erkennen. Das einzige verbliebene Altstadthaus der Darmstädter Altstadt in der Stadtmitte ist das Gebäude der Gaststätte Krone.
Im Hinkelsturm befindet sich das Altstadtmuseum Hinkelsturm, dort gibt es im Obergeschoss ein Altstadtmodell.

## Bildergalerie

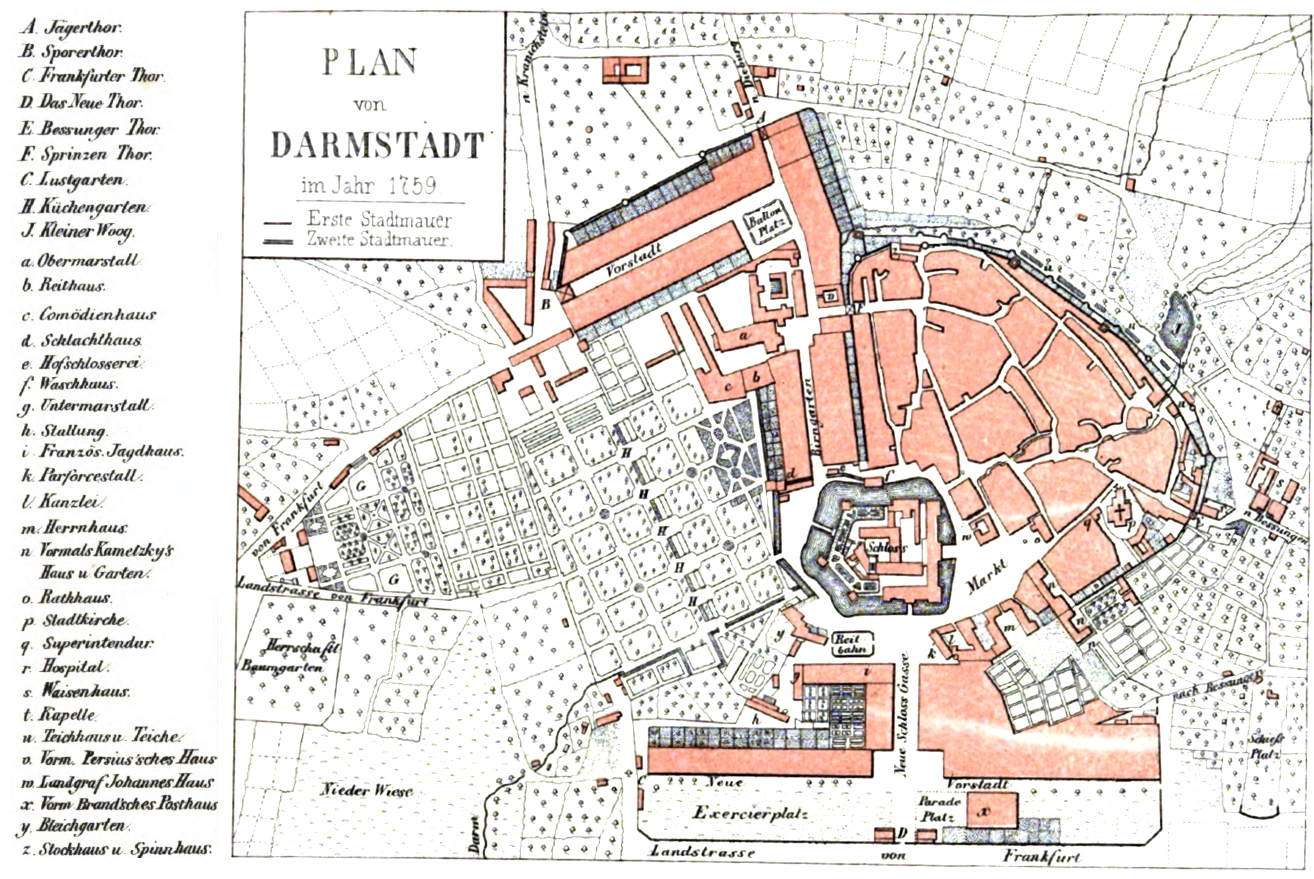
Ältester Stadtplan Darmstadts von ca. 1759 von (Kaspar Ludwig) Bettenhäuser. (Beachte: Hier ist Osten oben.)
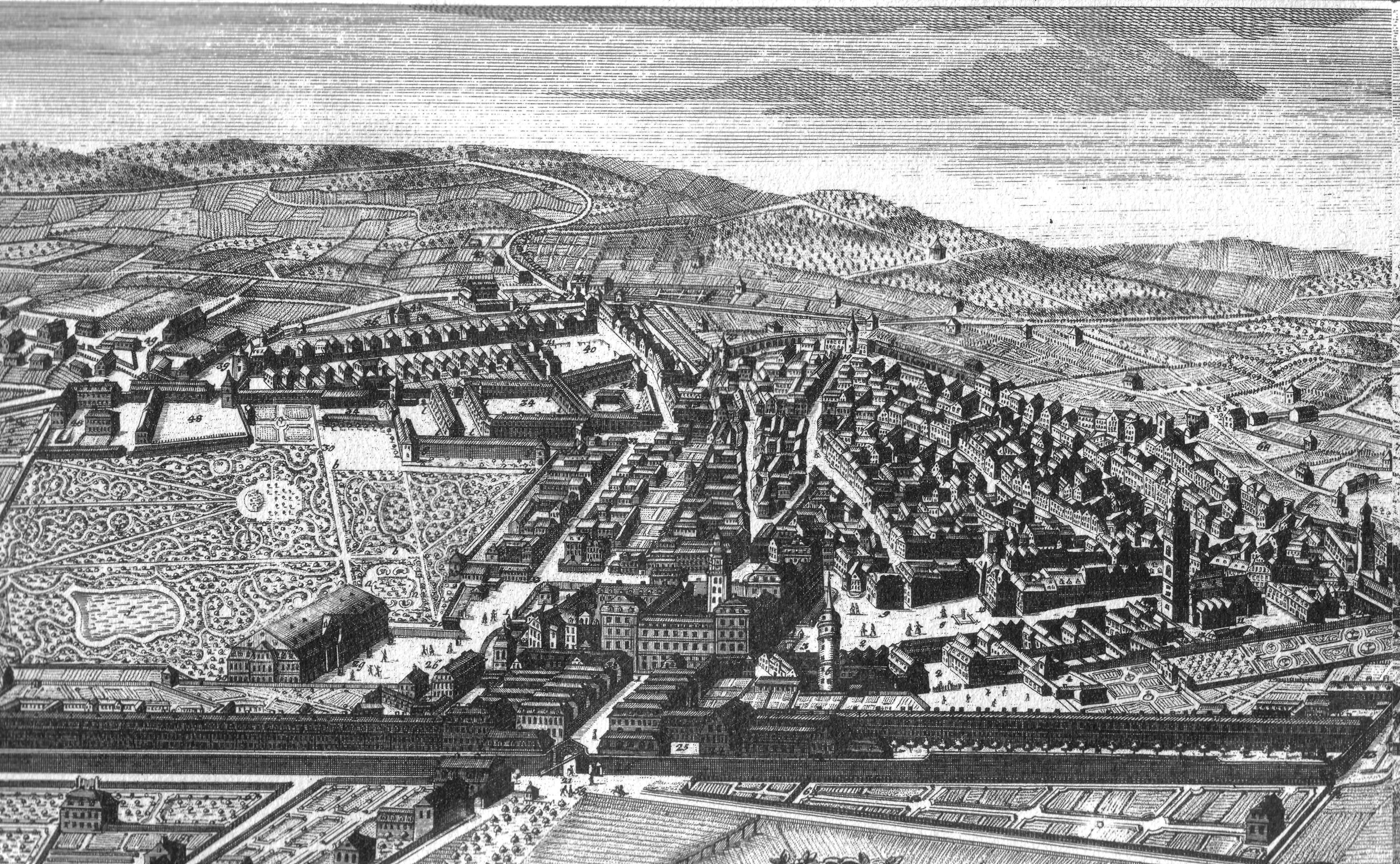
Historische Stadtkarte Darmstadt (1776); in der rechten Bildhälfte ist die Altstadt zu sehen
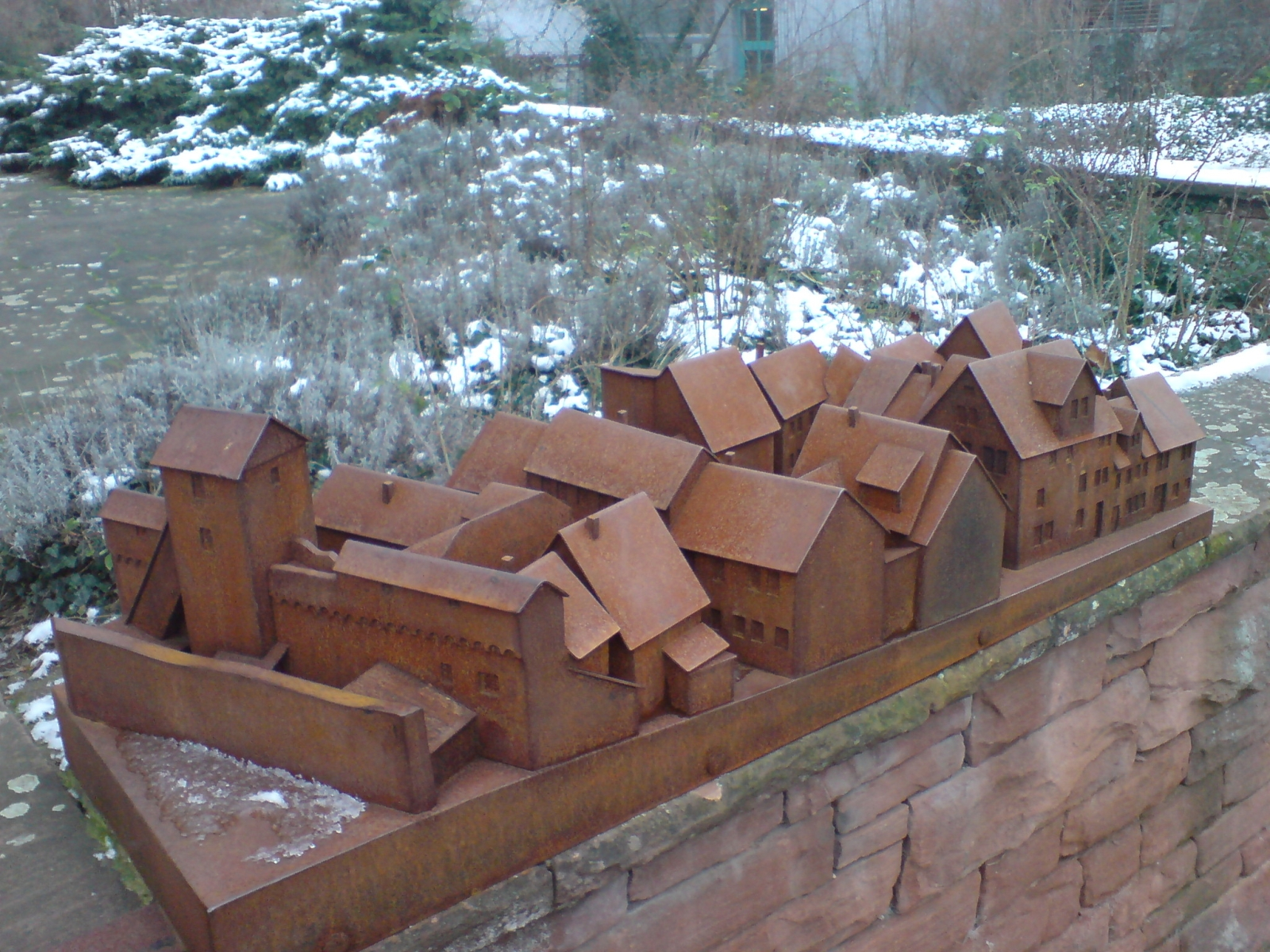
Modell der Altstadt vor dem Hinkelsturm (2014)
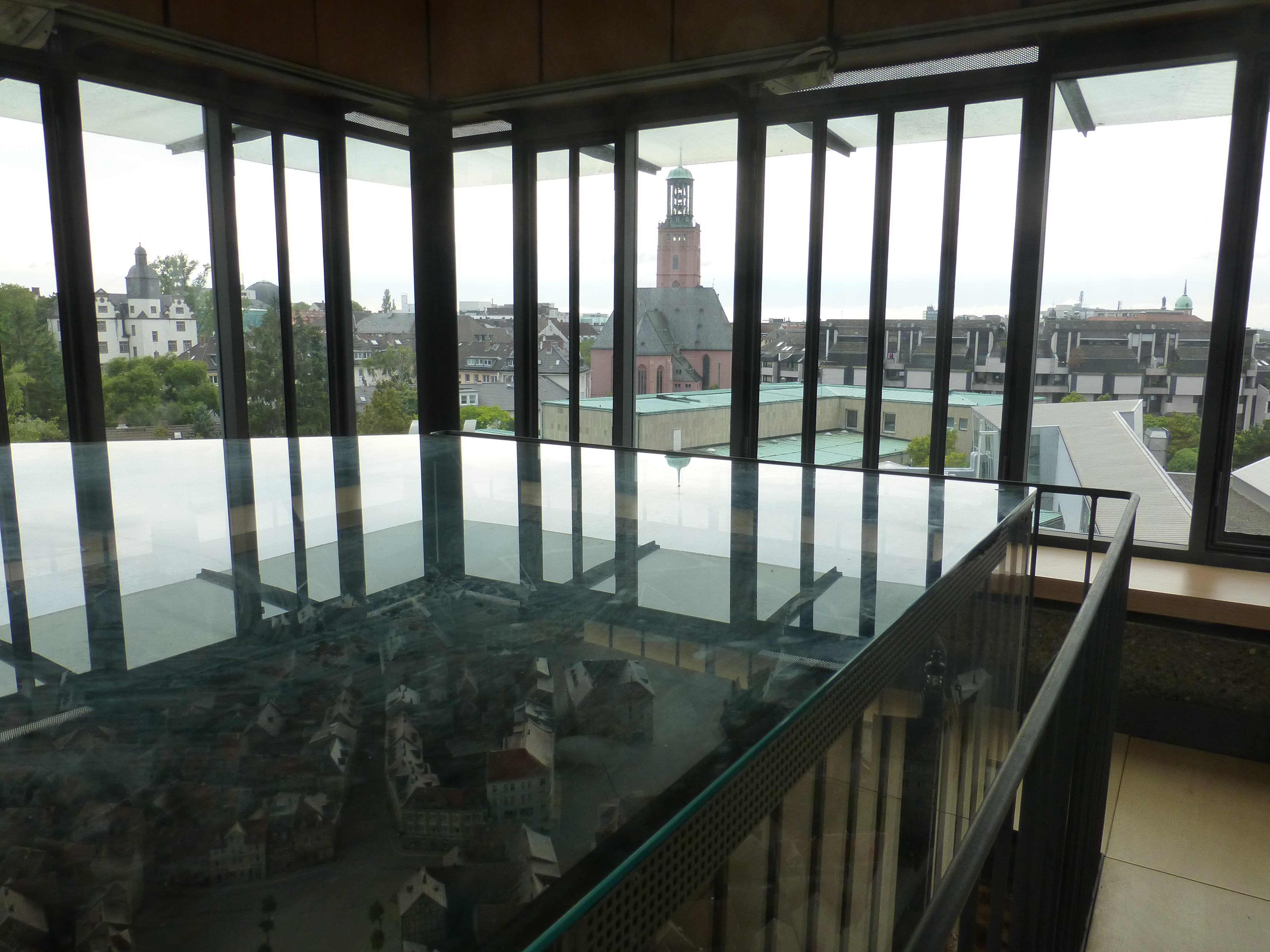
Altstadtmodell im Hinkelsturm (2015)
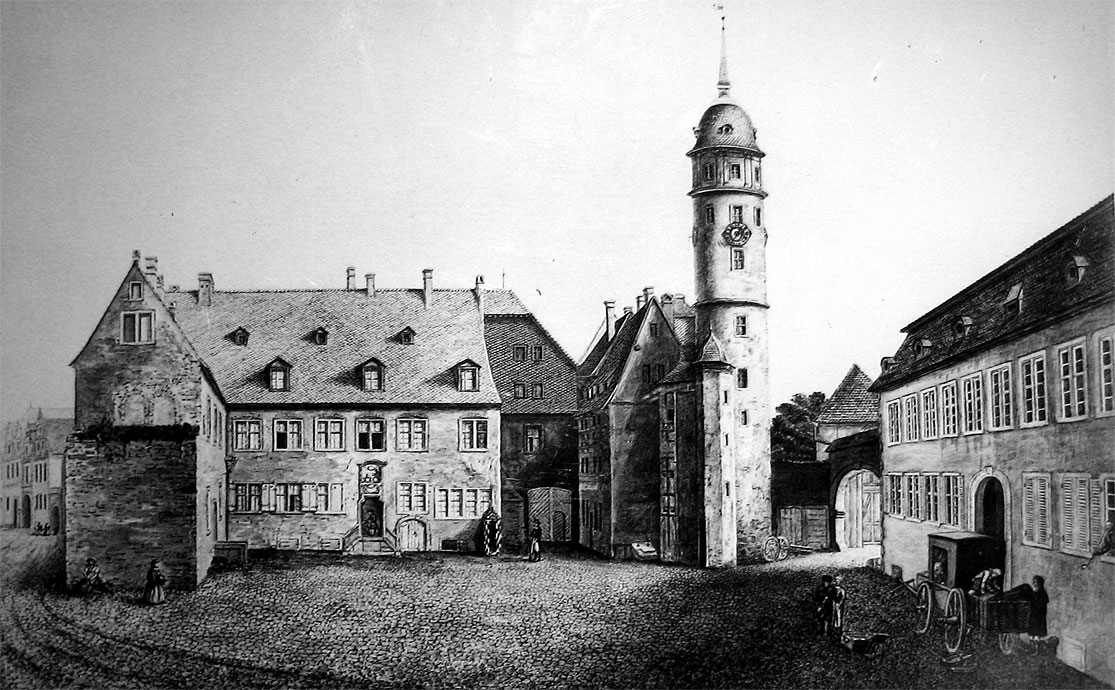
Fürstenhof, Weißer Turm und Postamt (um 1800)
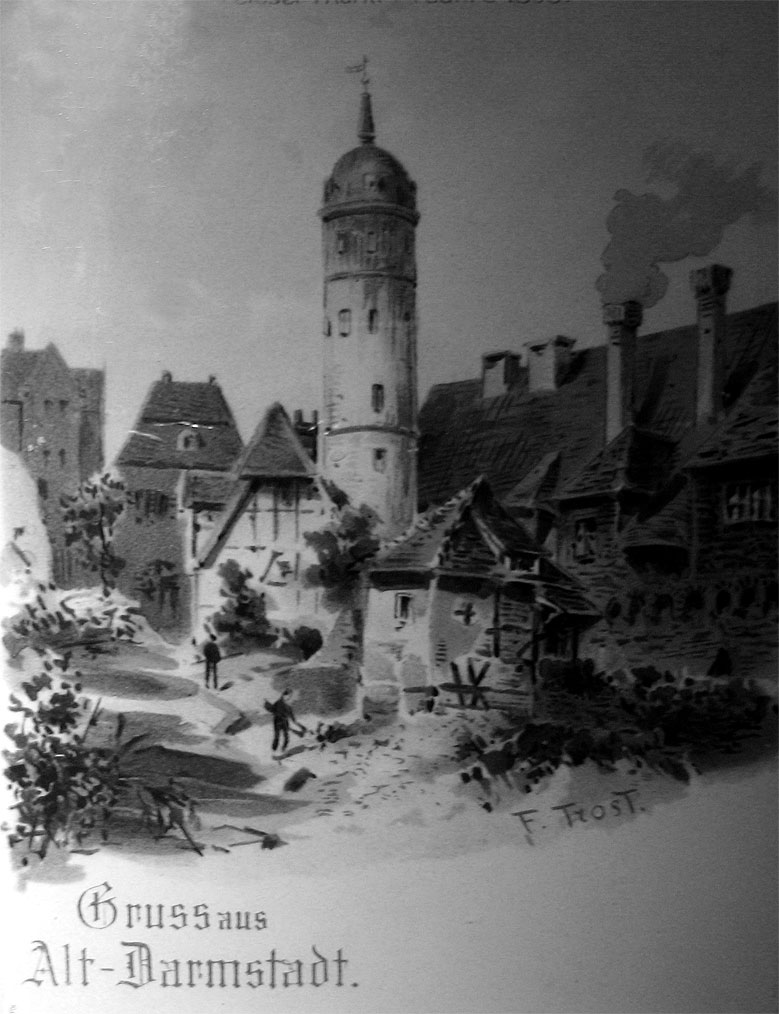
Altstadt und Weißer Turm (um 1863)
Altstadt und Weißer Turm (um 1896)
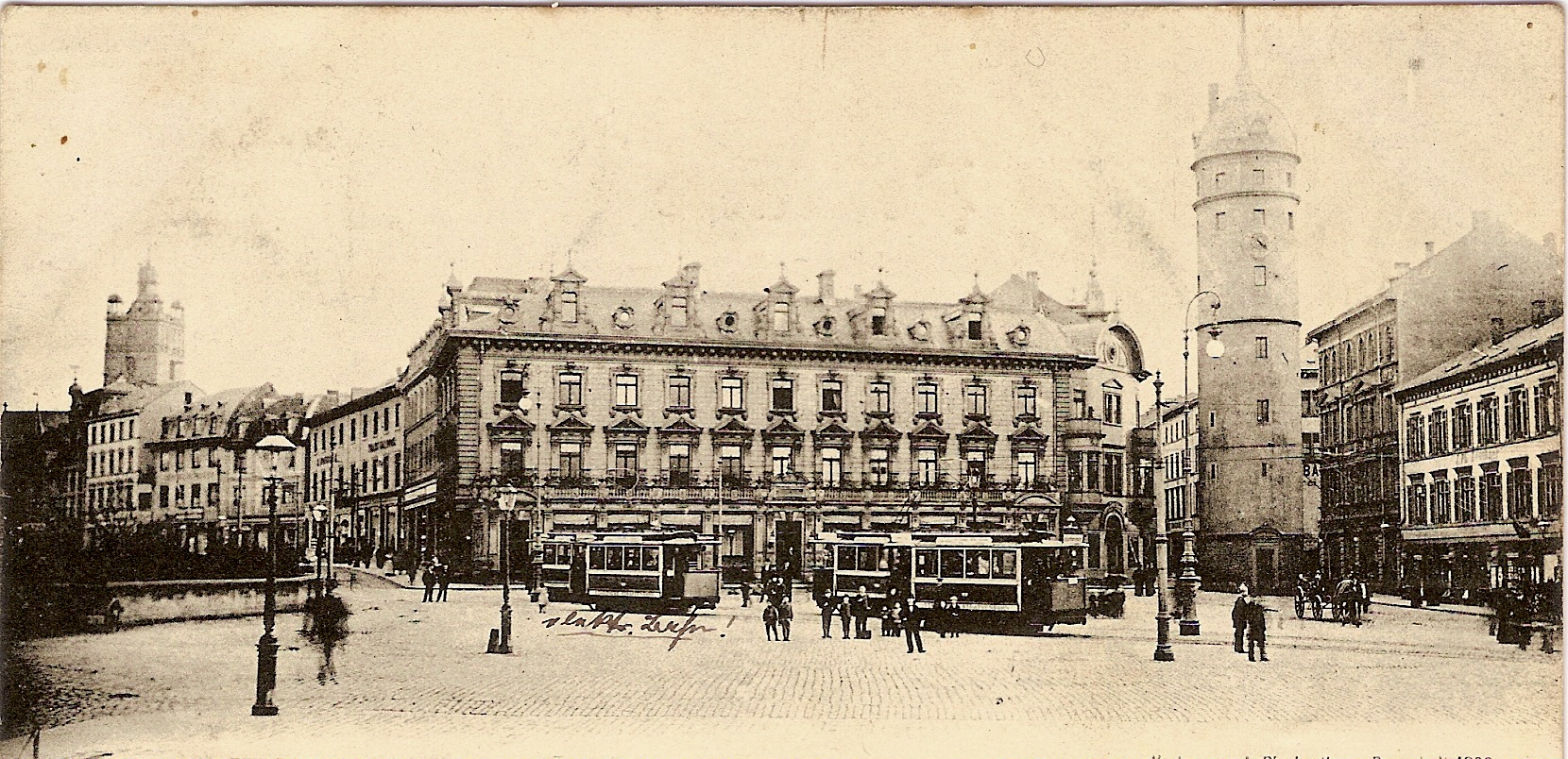
Ernst-Ludwigsplatz mit Weißem Turm nach einer Postkarte von ca. 1899